# Weizsäckerové

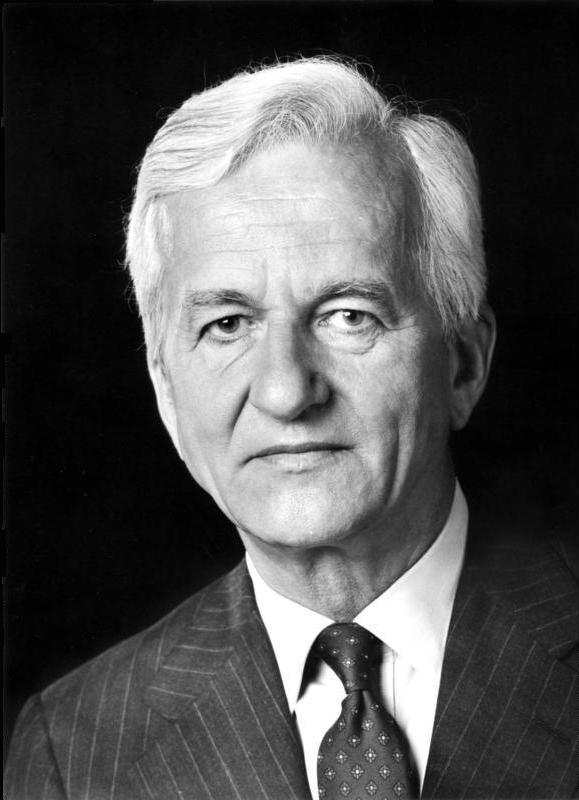
Spolkový prezident Richard von Weizsäcker

Weizsäckerové (též Weitzsäckerové) je původně mlynářská rodina původem z Falce a Württemberska. Jedna z linií rodu v 19. století patřila k tzv. vzdělané střední třídě (Bildungsbürgertum).

## Historie
Původ rodu Weizsäckerů lze vysledovat až do roku 1294, kdy jsou zmiňováni příbuzní rytíře Petera Wazacha (Wadtsacher), který byl vazalem hraběte Walrama I. Zweibrückenského Peter Wazach, který byl zřejmě členem rodiny Watsacherů z Weilheimu v Horním Bavorsku, kde vlastnili panství Waitzacker, které existuje dodnes.
Mlynářské řemeslo, provozované po mnoho generací, bylo již od středověku z různých důvodů považováno za spíše podřadné.   Na mnoha místech se tato profese až do 19. století řadila k „nečestným“ profesím.  Mlynáři se tedy počítali mezi nižší společenské vrstvy a stáli na okraji stavovské třídy.
Tübingenský teolog a univerzitní kancléř Karl Heinrich Weizsäcker v roce 1861 získal osobní šlechtický titul a poté jeho syn Karl Hugo v roce 1897 a později, v roce 1916 byl povýšen na dědičného svobodného pána jako předseda vlády Württemberska.
Někteří příslušníci rodiny také zastávali významné funkce ve Výmarské republice, v nacistickém státě a ve Spolkové republice.
Nejznámějším představitelem rodu je bývalý spolkový prezident Richard von Weizsäcker, který zemřel v roce 2015, mezinárodní proslulost získal také neurolog a filosof Viktor von Weizsäcker (1886–1957) a fyzik a filosof Carl Friedrich von Weizsäcker (1912–1997).